# Poovar
Poovar is een klein kustplaatsje in het Indische district Kerala. Het dorp ligt bijna in het zuidelijkste puntje van Trivandrum. Het dorp trekt vanwege zijn stranden veel toeristen.
Poovar ligt dicht bij Vizhinjam, een natuurlijke haven. Poovar was een belangrijk handelscentrum voor onder andere hout, ivoor en specerijen. Volgens de overlevering zouden ook handelsschepen van Salomo hier hebben aangelegd.
Poovar is een van de oudste moslimnederzettingen langs de Indische westkust. De centrale moskee zou 1400 jaar geleden gebouwd zijn door Malik ibn Dinar en zijn missionarissen.